# آنجلو مارچانی
آنجلو مارچانی (ایتالیایی: Angelo Marciani; ۱۹ آوریل ۱۹۲۸ – ۳ دسامبر ۲۰۲۲) بازیکن واترپلو اهل ایتالیا بود. وی در بازی‌های المپیک تابستانی ۱۹۵۶ شرکت کرده‌است.